# Mosquée Hirami Ahmet Pasha

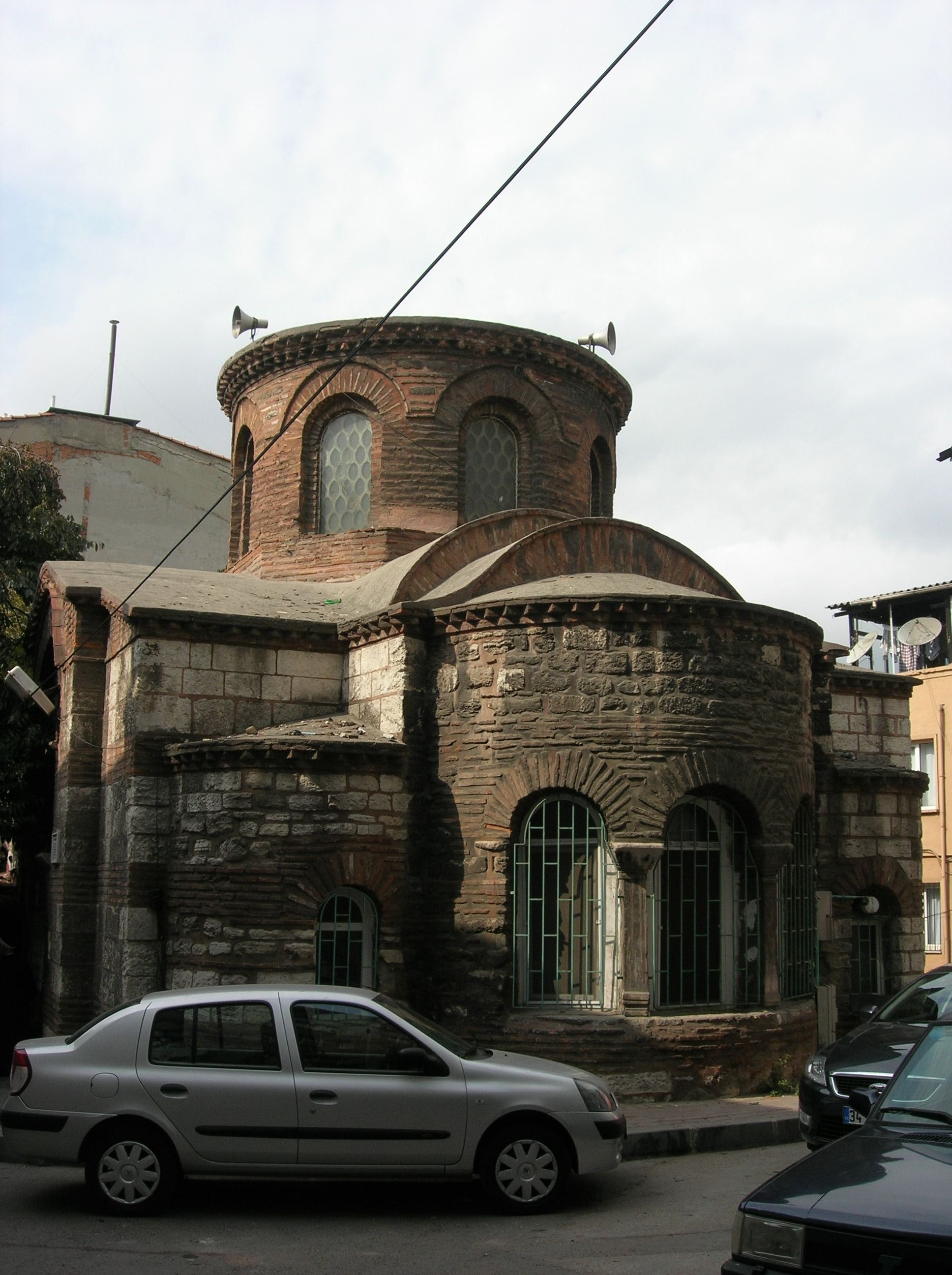
La mosquée Hirami Ahmet Pasha (anciennement église Saint-Jean-le-Précurseur-en-Trullo) vue du côté est en 2007.

La  mosquée Hirami Ahmet Pasha   (en turc : Hırami Ahmet Paşa Camii) est une ancienne église grecque orthodoxe convertie en mosquée après la chute de Constantinople en 1453. La petite église originelle avait été l’une des trente-six églises de Constantinople dédiées à Saint-Jean-Baptiste et faisait partie du monastère du même nom. Son nom complet était alors Saint-Jean-le-Précurseur-en-Trullō  (en grec :  Ἃγιος Ἰωάννης ὁ Πρόδρομος ἐν τῷ Τρούλλῳ/ Hagios Ioannis ho Prodromos en tō Trullō). C’est la plus petite église byzantine de Constantinople encore en existence. 

## Emplacement
La mosquée est située dans le quartier Çarșamba du district Fatih. Elle se trouve sur Koltutçu Sokak, dans une petite place entourée d’édifices modernes à 400 mètres au sud de l’église Pammakaristosqui surplombe la Corne d’Or. 

## Histoire

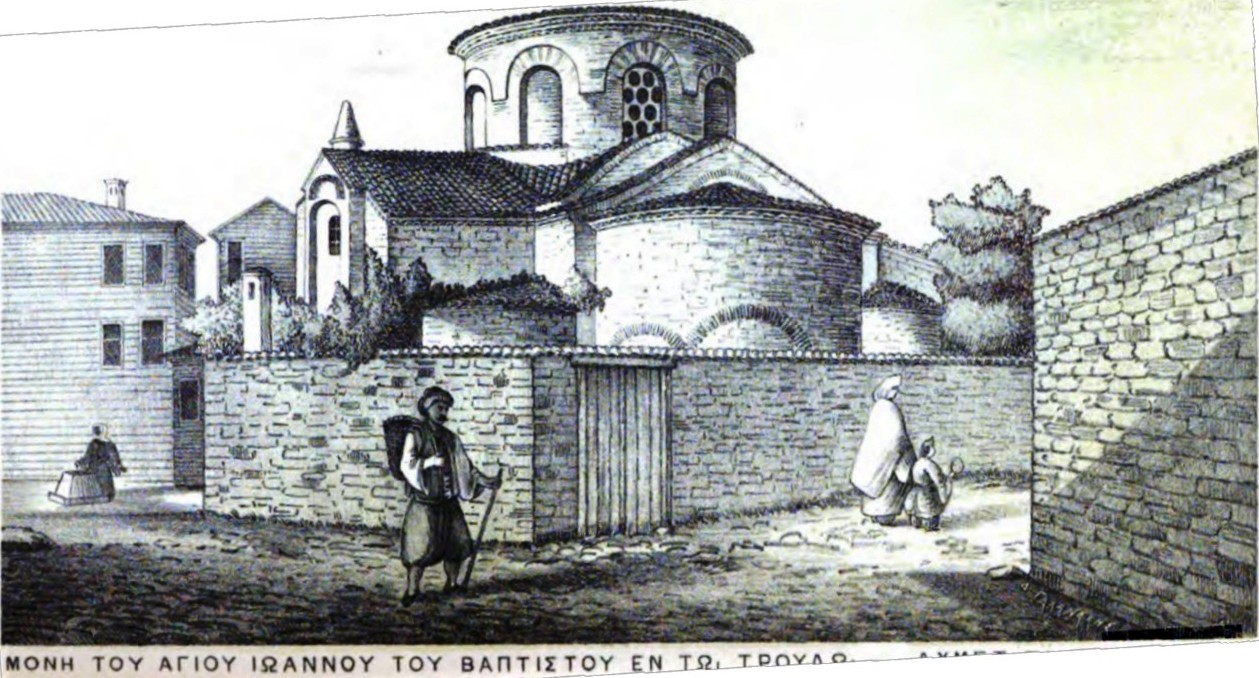
La mosquée dans les années 1870.

Par son style, l’église semble avoir été construite au XIIe siècle. Toutefois, son existence ne nous est connue qu’après la chute de Constantinople en 1453. L’historien Georges Sphrantzès (1401 – 1478) rapporte dans son Histoire que lorsque Gennadios Scholarios fut investi par Mehmet II (r. 1444 – 1446; 1451 - 1481) en tant que patriarche de Constantinople et comme tel responsable de la communauté grecque devenue un « millet », il choisit comme siège du patriarcat l’église Pammakaristos (en grec : Θεοτόκος ἡ Παμμακάριστος, - Très sainte mère de Dieu), Hagia Sophia jusqu’alors siège du patriarcat ayant été transformée en mosquée. Il s’y trouvait toutefois une communauté de religieuses qui furent déplacées vers l’église Saint-Jean-le-Précurseur-(près)-du-Dôme.
D’après Sphrantzès, ce nom viendrait de la proximité d’un palais, dit « Trullos » (en latin : Trullus, en italien : trullo (dôme), qui aurait été recouvert d’un dôme et était situé près de l’église Pammakaristos. 
À la fin du XVIe siècle, sous le règne du sultan Murat III (r. 1574 – 1595), Hirami Ahmet Pasha, anciennement agha (commandant) des Janissaires, transforma en 1587/1588  l’église de la Pammakaristos en mosquée. Par la suite (et avant 1598 date de sa mort), il expulsa les religieuses de leur couvent de Saint-Jean-le-Précurseur et transforma également leur église en mosquée. La mosquée que l’on voit sur un dessin des années 1870 en bon état, était en ruines au début du XXe siècle; elle fut complètement restaurée et rouverte au culte islamique en 1961 .

## Architecture
L’édifice est construit en maçonnerie faite de briques et de pierres. Son plan est celui d'une église en croix grecque inscrite, surmonté d’une coupole. Elle comprend un *bema divisé en trois parties et un *narthex. Y compris le narthex, l’église ne fait que 15 mètres de longueur. Les bras nord et sud de la croix sont couverts d’une voute en berceau et l’intérieur est éclairé par des rangées de triples fenêtres. Au centre, quatre colonnes à *chapiteaux soutiennent un tambour qui porte un dôme octogonal. Les trois *absides secondaires sont semi-circulaires tant à l’intérieur qu’à l’extérieur (seul exemple de ce genre à Constantinople). L’abside centrale se projette de trois mètres à  l’extérieur et est éclairée par un ensemble de trois fenêtres séparées par deux colonnes à chapiteaux. Le *diakonikon a été transformé en *mihrab dans la mosquée. La *prothésis est surmontée d’une voute en berceau. La mosquée n’a pas de minaret.
L’édifice avant sa restauration était en très mauvaise condition : le narthex était pratiquement en ruines, les colonnes étaient disparues et les peintures à peine visibles. Les quatre colonnes manquantes ont été remplacées par des colonnes anciennes dont l’origine est inconnue.

## Glossaire

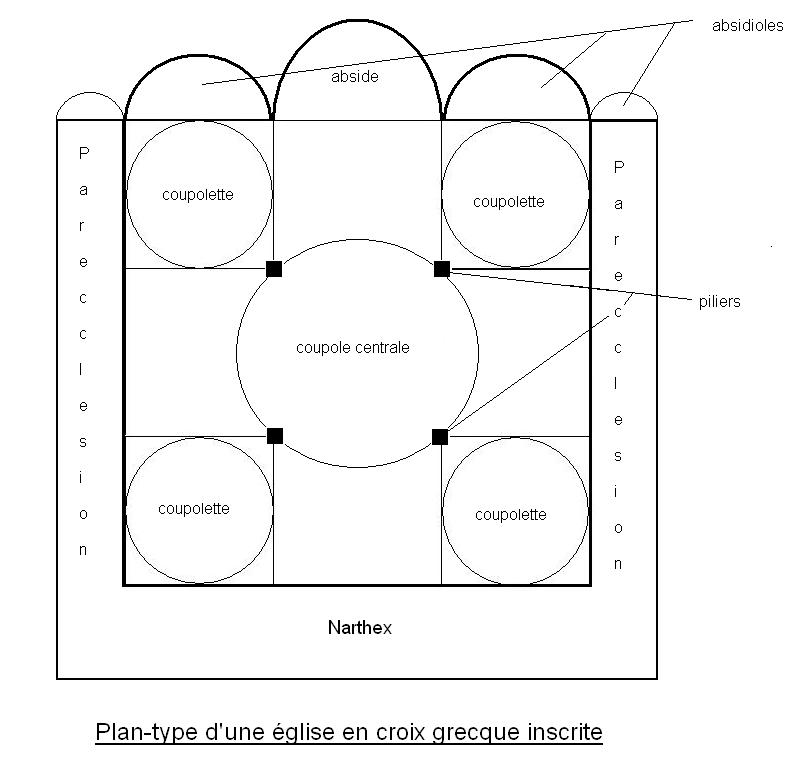
Plan type d’une église en croix grecque inscrite.

- Abside : partie saillante en demi-cercle d'une église.
- Bêma : sanctuaire des églises grecques qui contient l’autel et le trône pontifical et qui est surélevé par rapport à la nef [8].
- Chapiteau : pierre portant un ensemble de moulures et d’ornements qui coiffe ou couronne le fût d’une colonne ou d’un pilier[8].
- Coupole : voute hémisphérique dont l’extérieur porte le nom de dôme.
- Croix grecque : plan d'église dans lequel les quatre bras sont égaux par opposition à l'église à plan basilical. La partie centrale est souvent surmontée d’une coupole.
- Diakonikon : absidiole latérale sud (à droite de l'iconostase) placée sous la surveillance d'un diacre où sont conservés les vases sacrés et les vêtements liturgiques dans les édifices religieux orthodoxes.
- Mihrab : niche architecturale qui indique la qibla, c'est-à-dire la direction de la Kaaba à La Mecque vers où se tournent les musulmans pendant la prière.
- Narthex : galerie ou portique intérieur placé à l’entrée d’une église[8].
- Prothesis : absidiole située du côté gauche dans les édifices religieux orthodoxes et où se fait la préparation du pain et du vin pendant les célébrations eucharistiques.
- Voute en berceau : la plus simple des voutes : arc de cercle prolongé en cylindre dont la directrice est une droite[8].

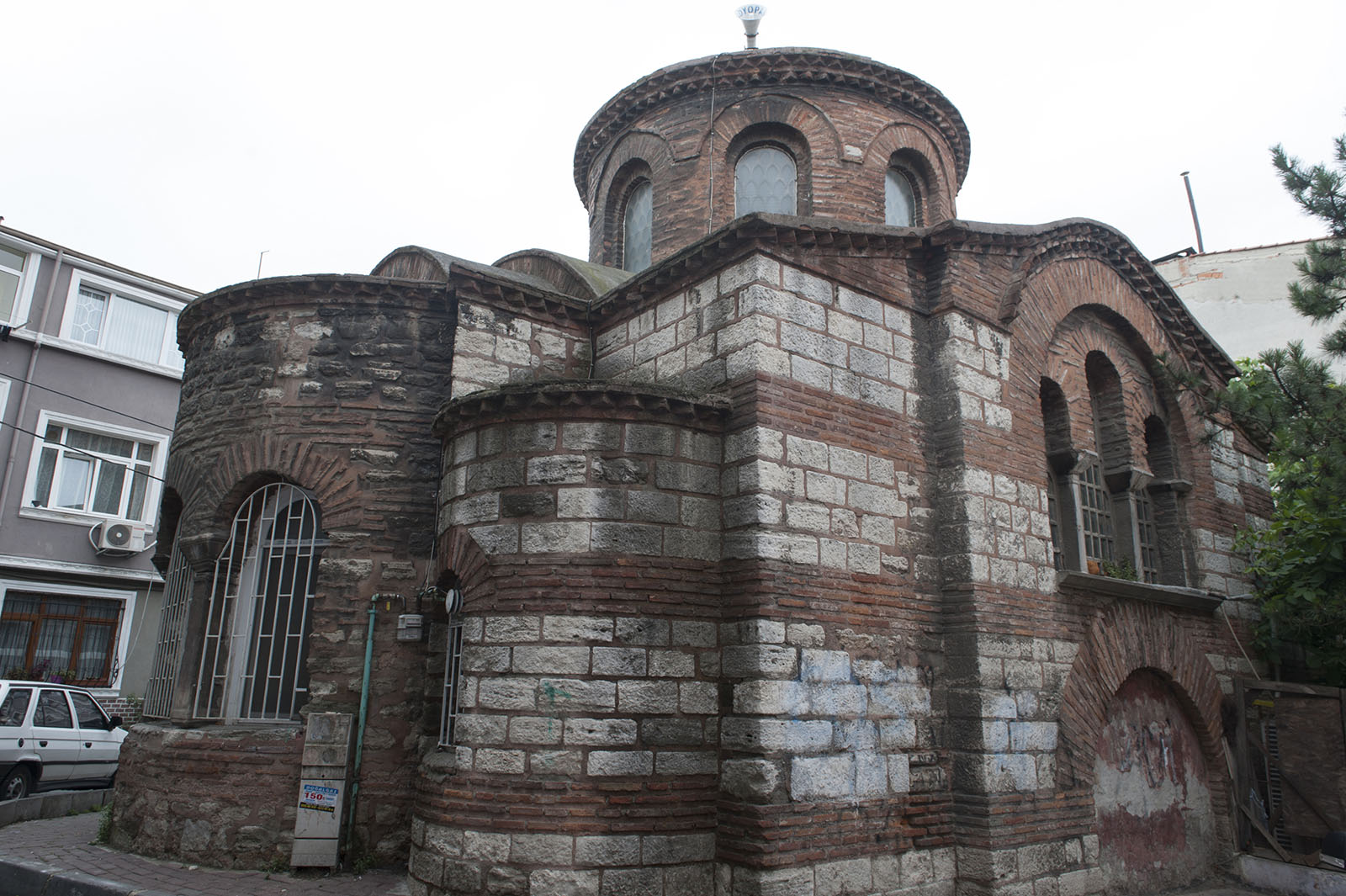
Extérieur de la mosquée
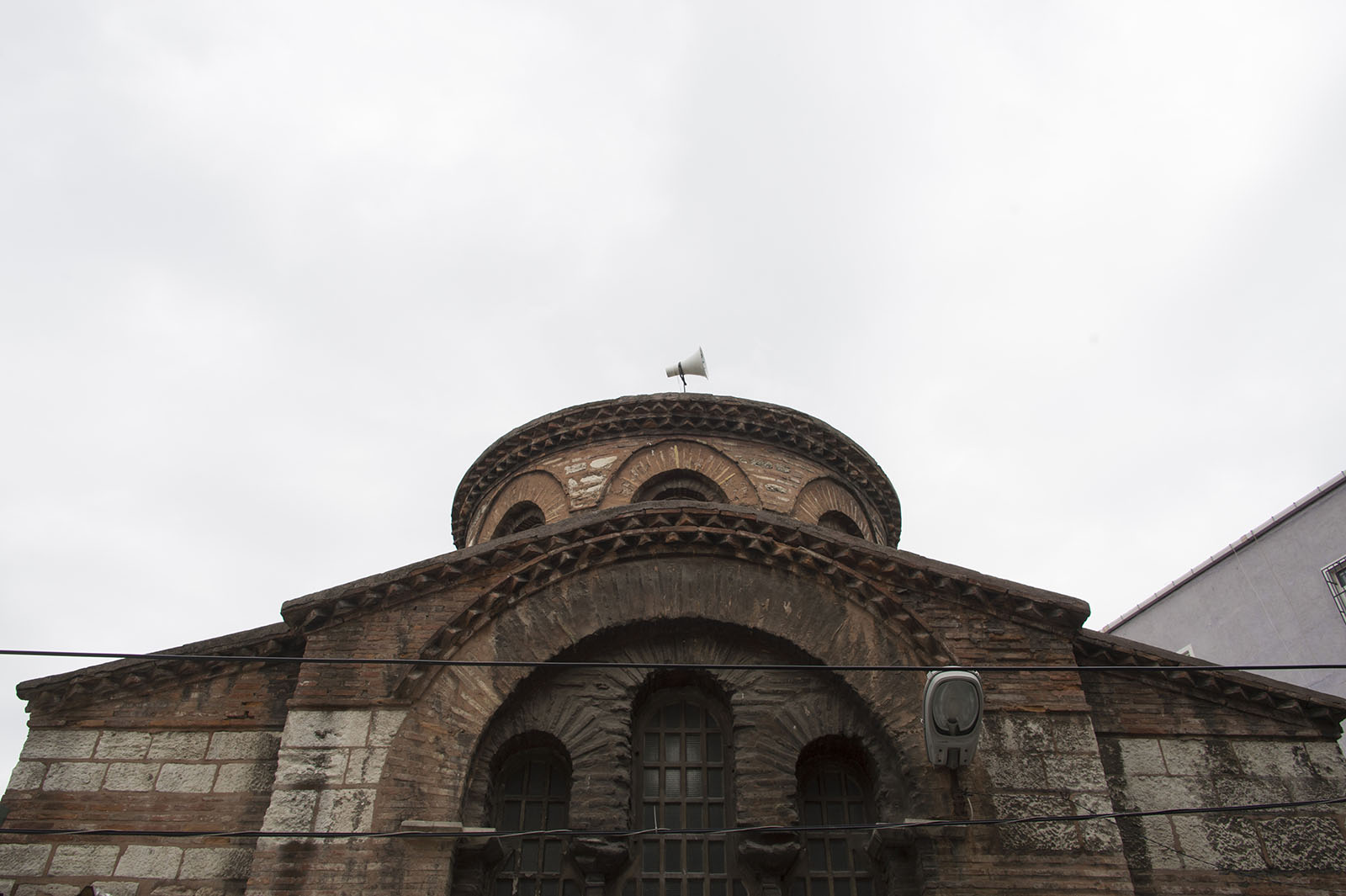
Extérieur de la mosquée
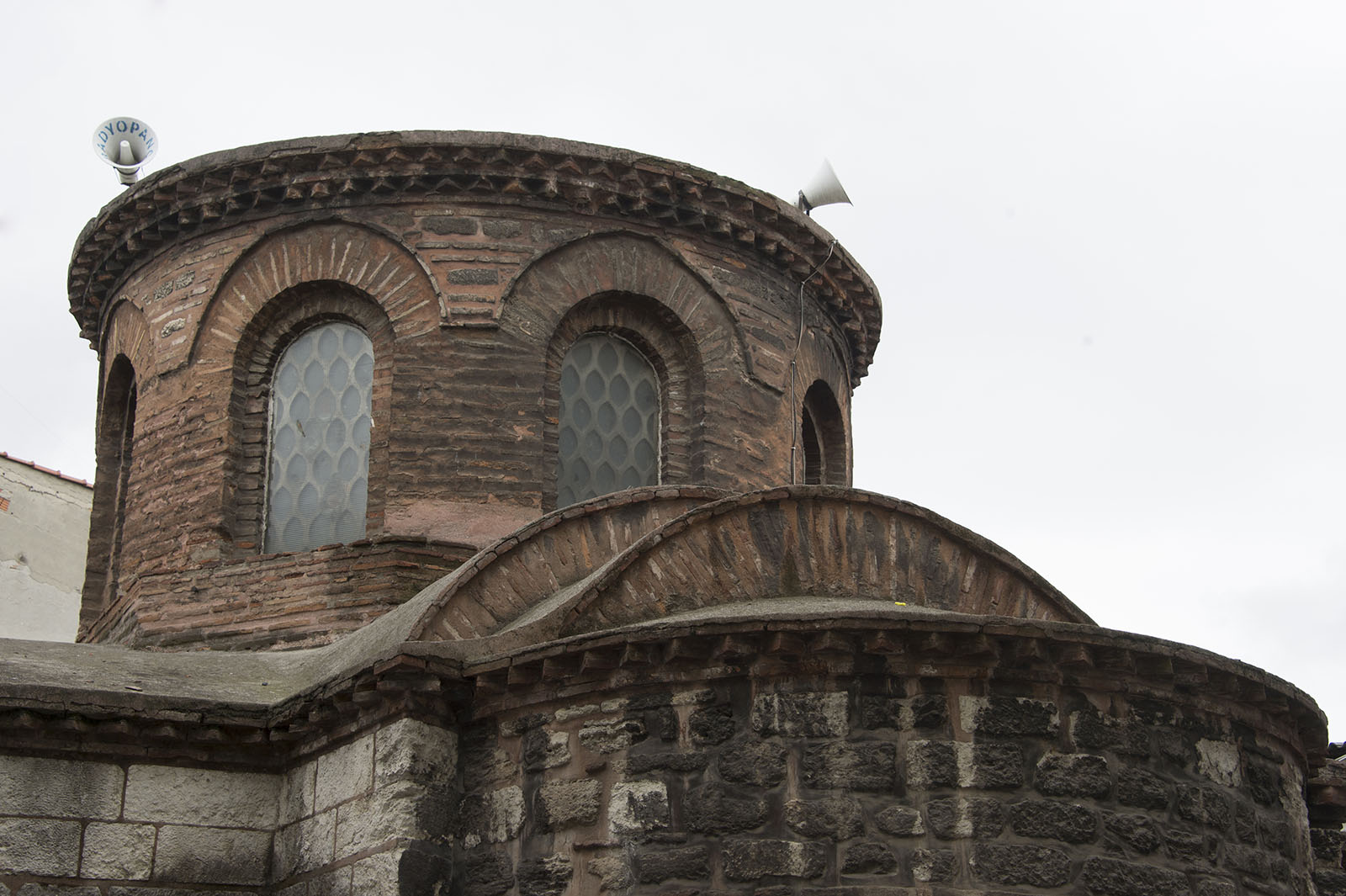
Extérieur de la mosquée
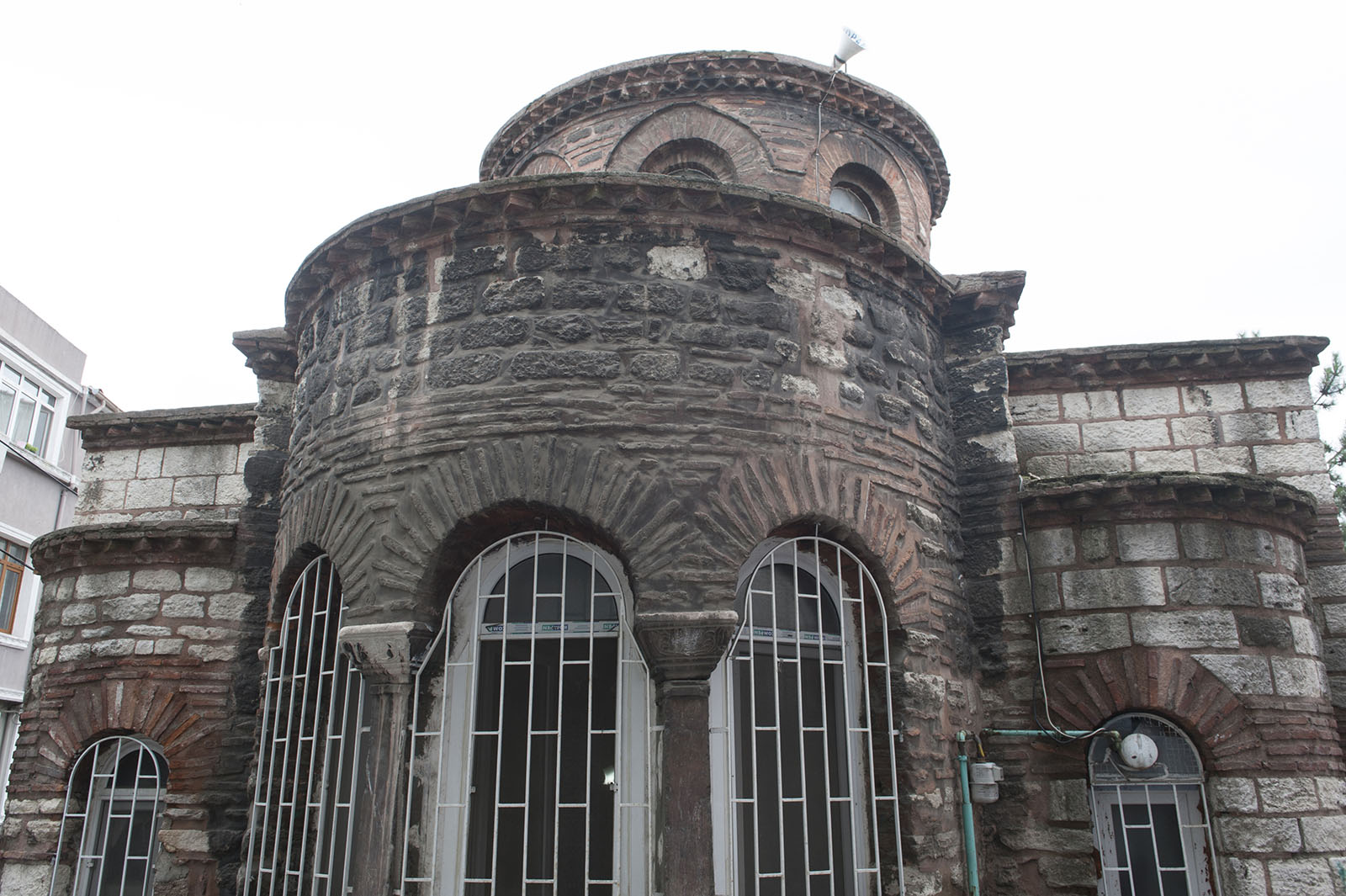
Extérieur de la mosquée
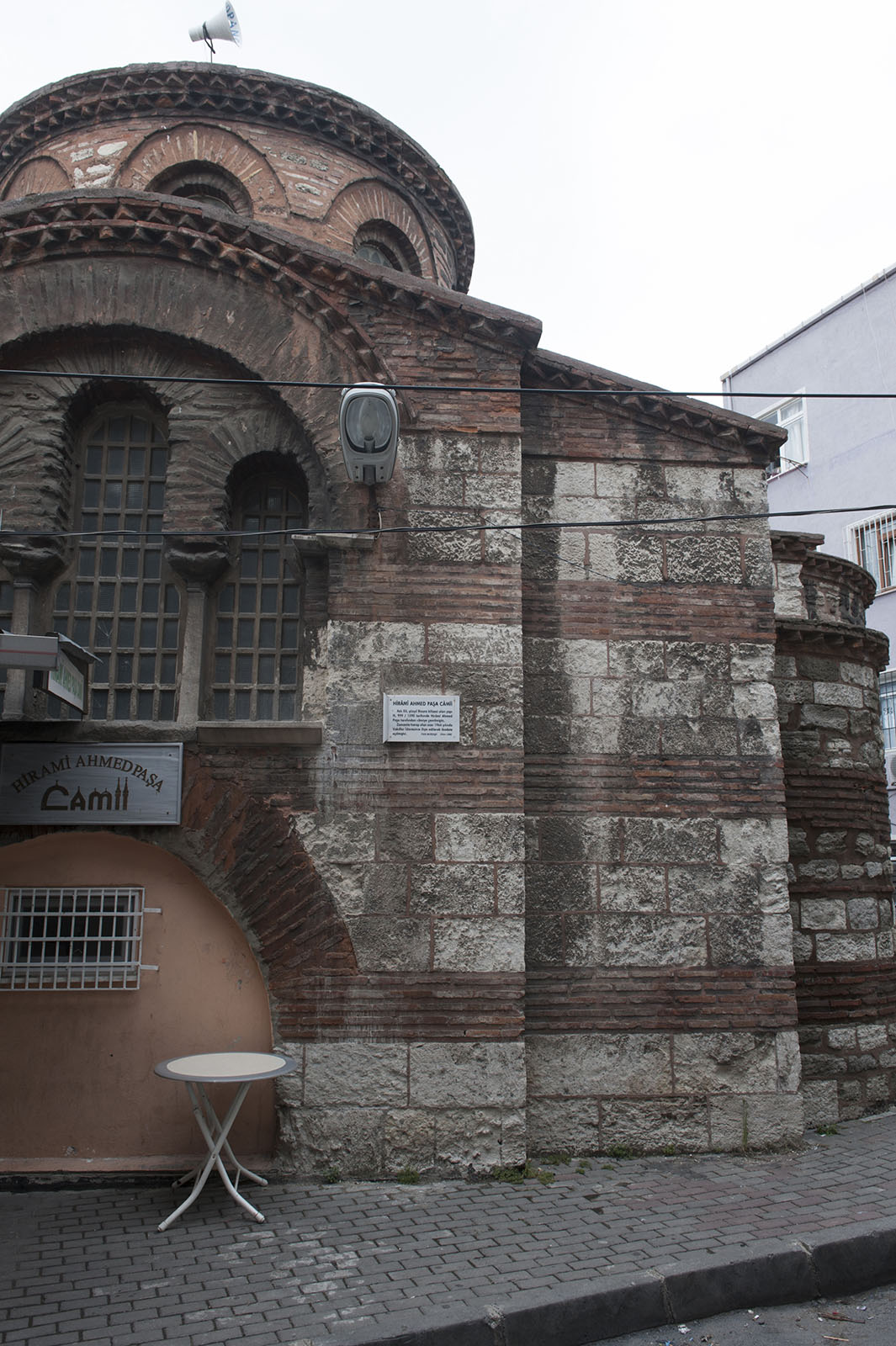
Détail de l’extérieur
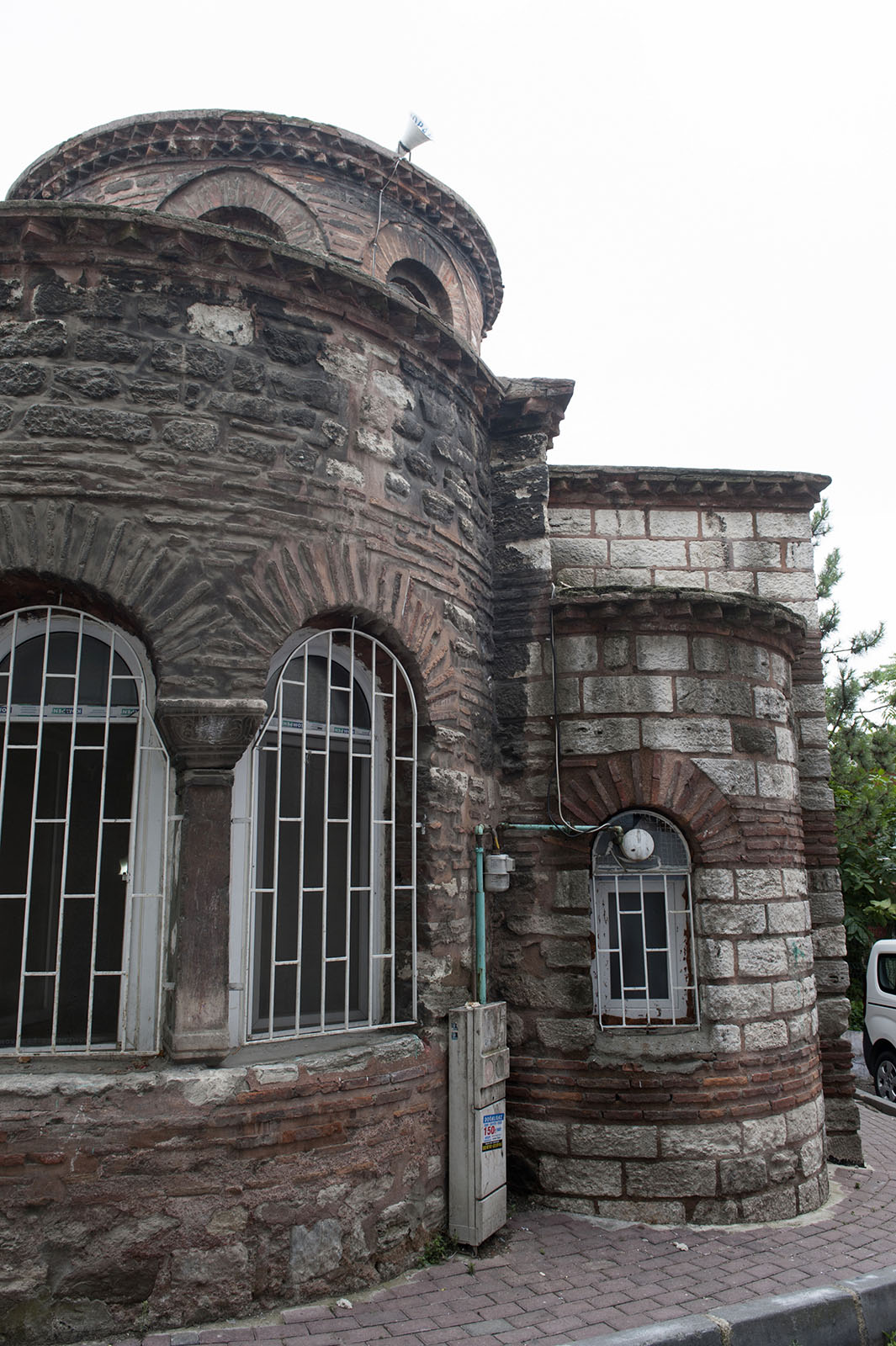
Détail de l’extérieur
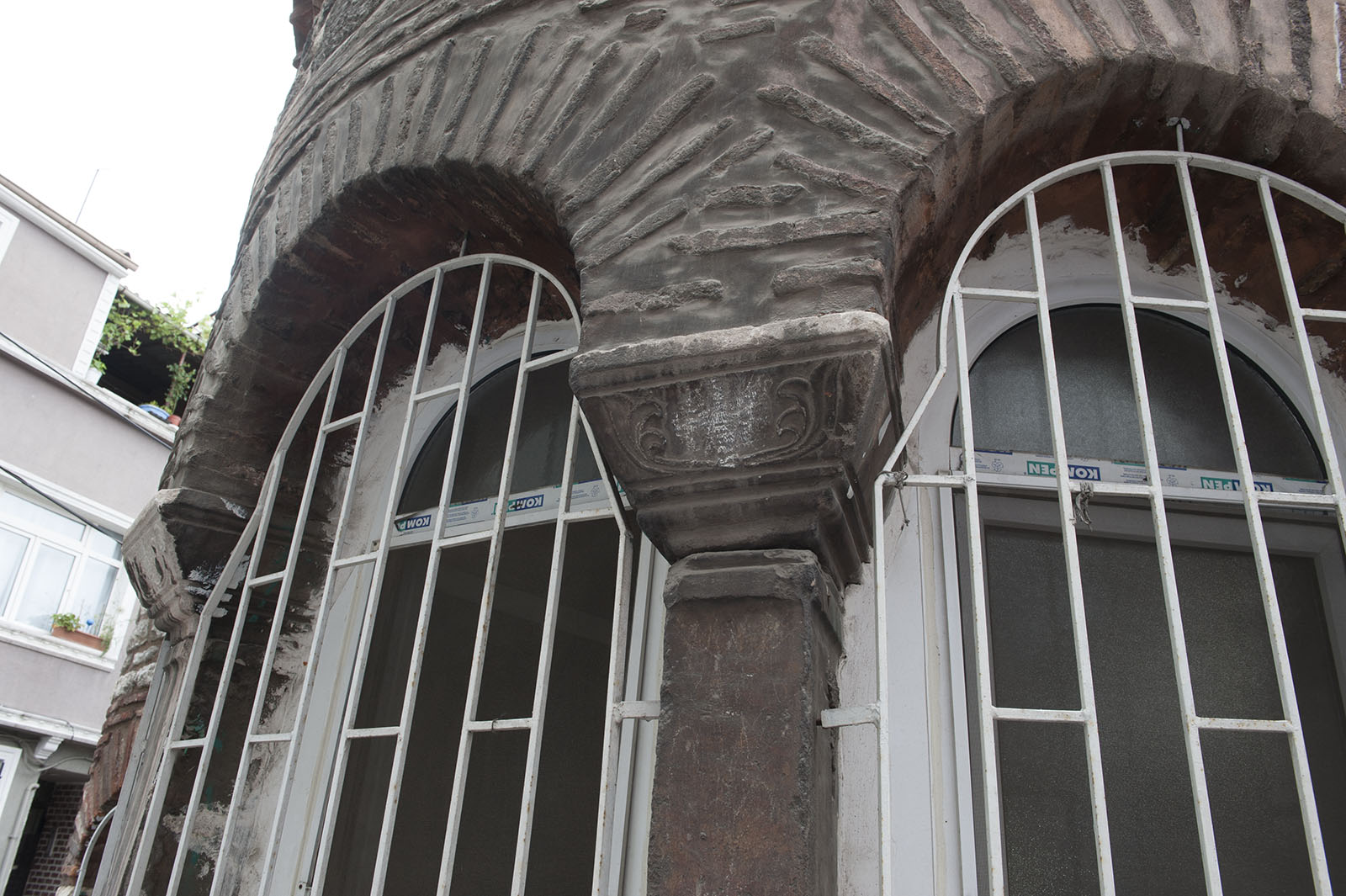
Détail de l’extérieur
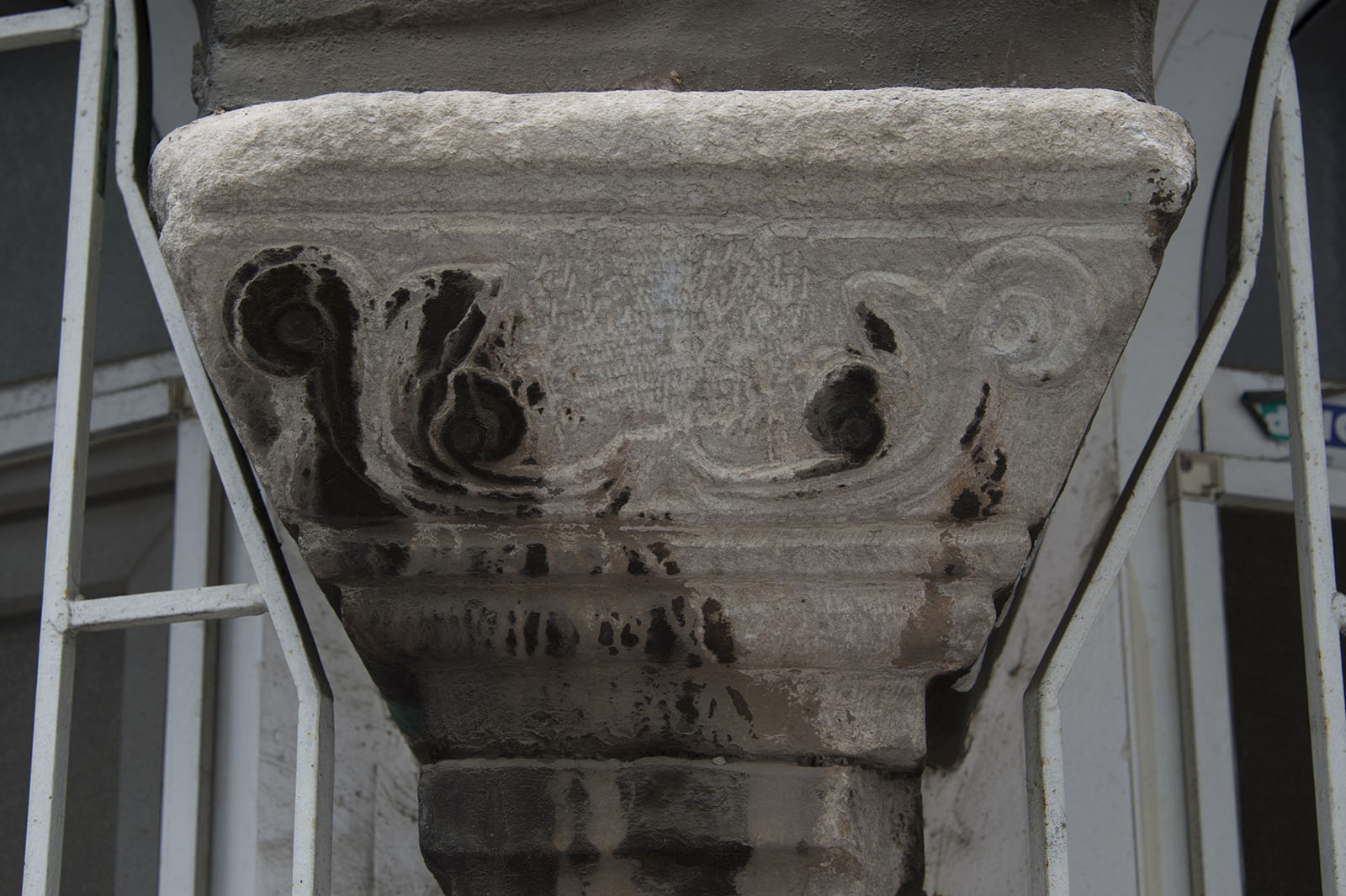
Colonne de la mosquée
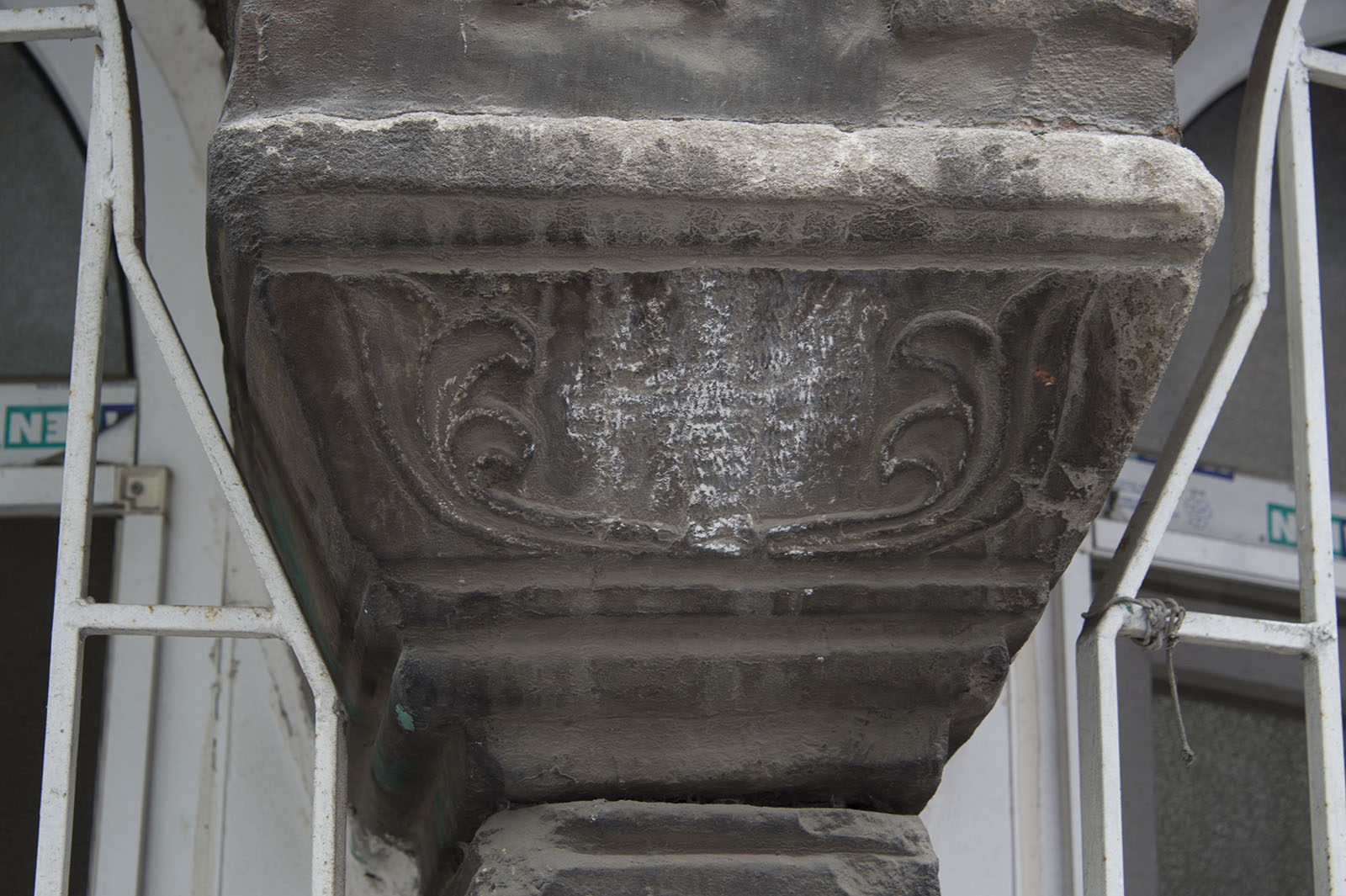
Colonne de la mosquée
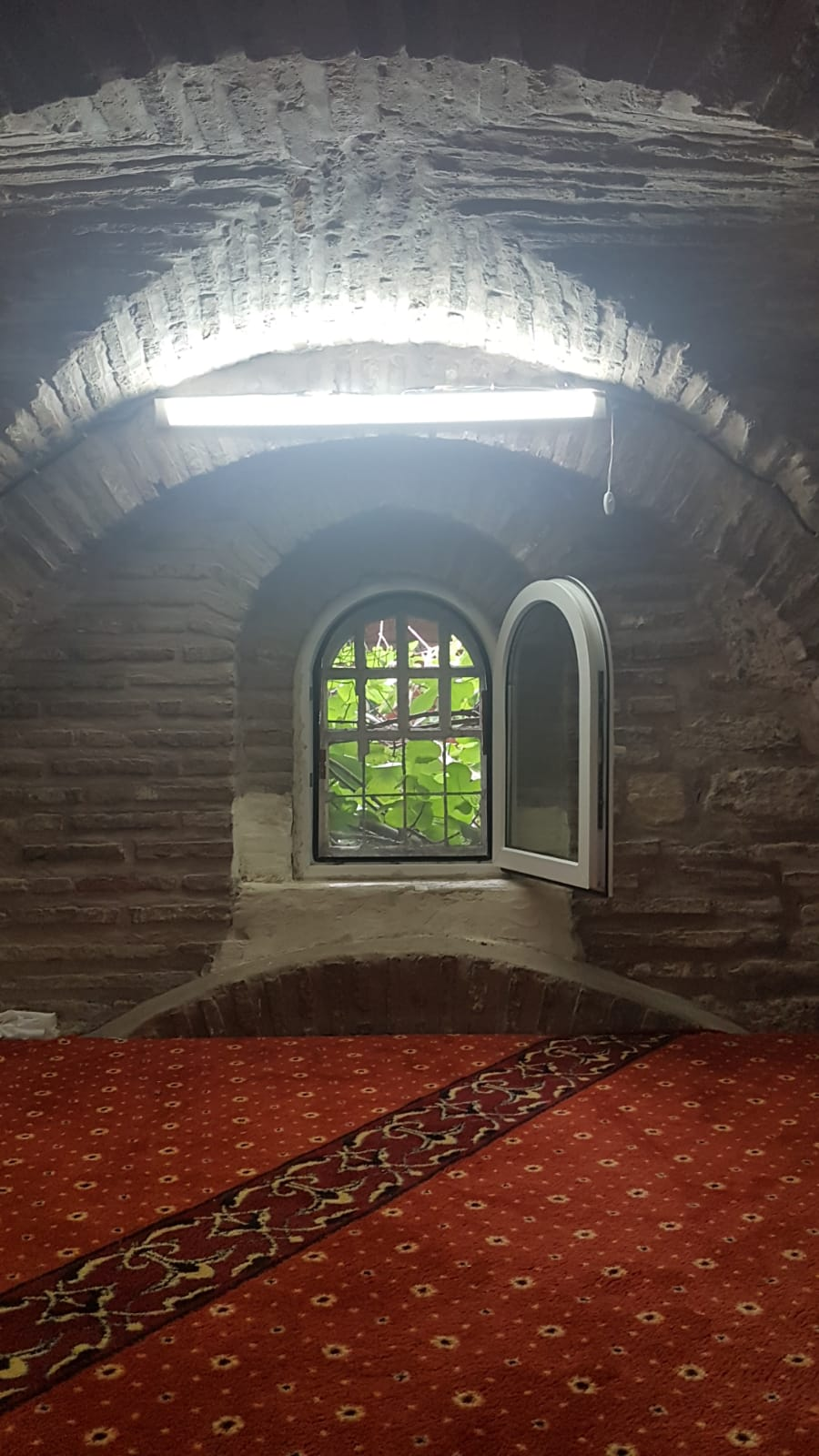
Intérieur de la mosquée 1/4
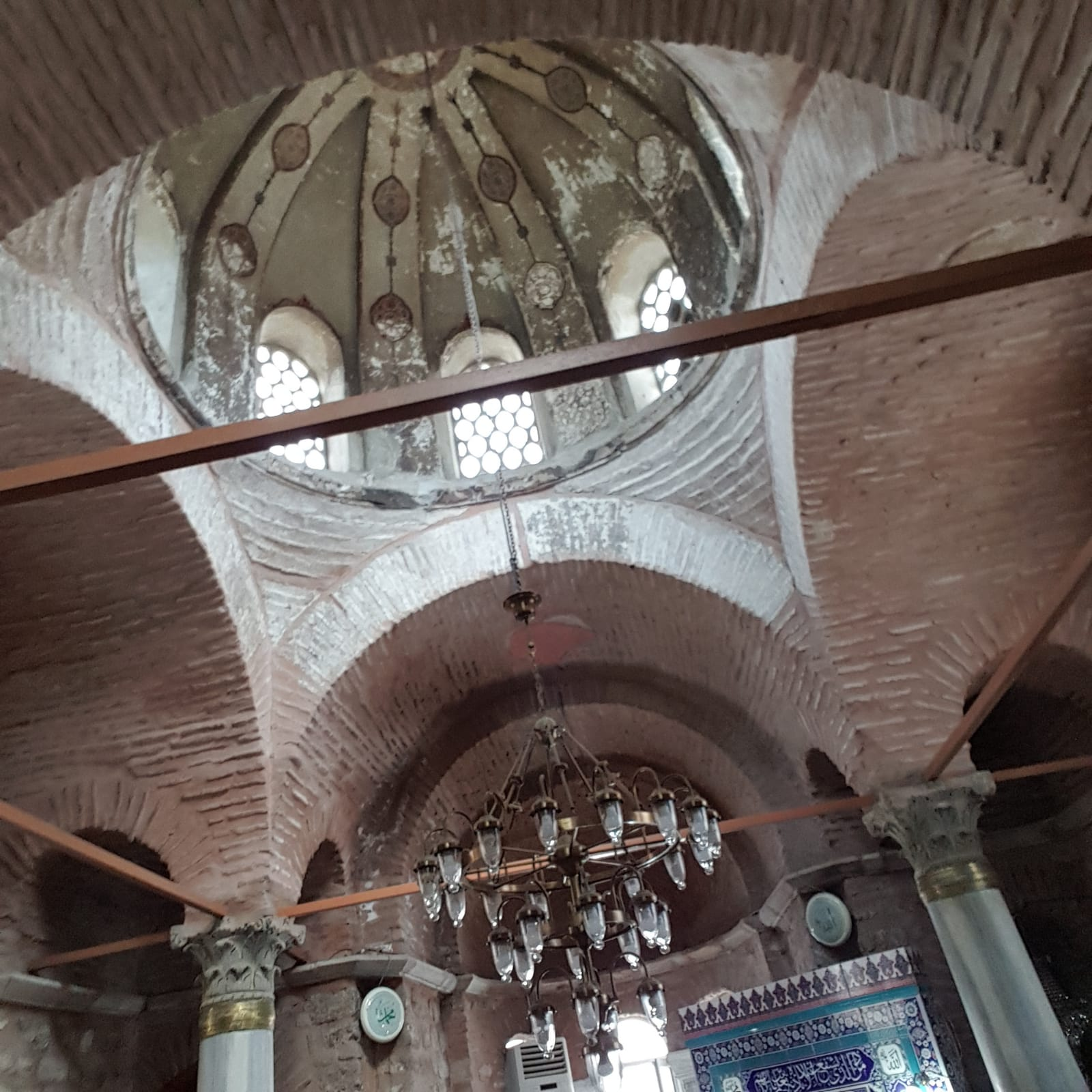
Intérieur de la mosquée 2/4
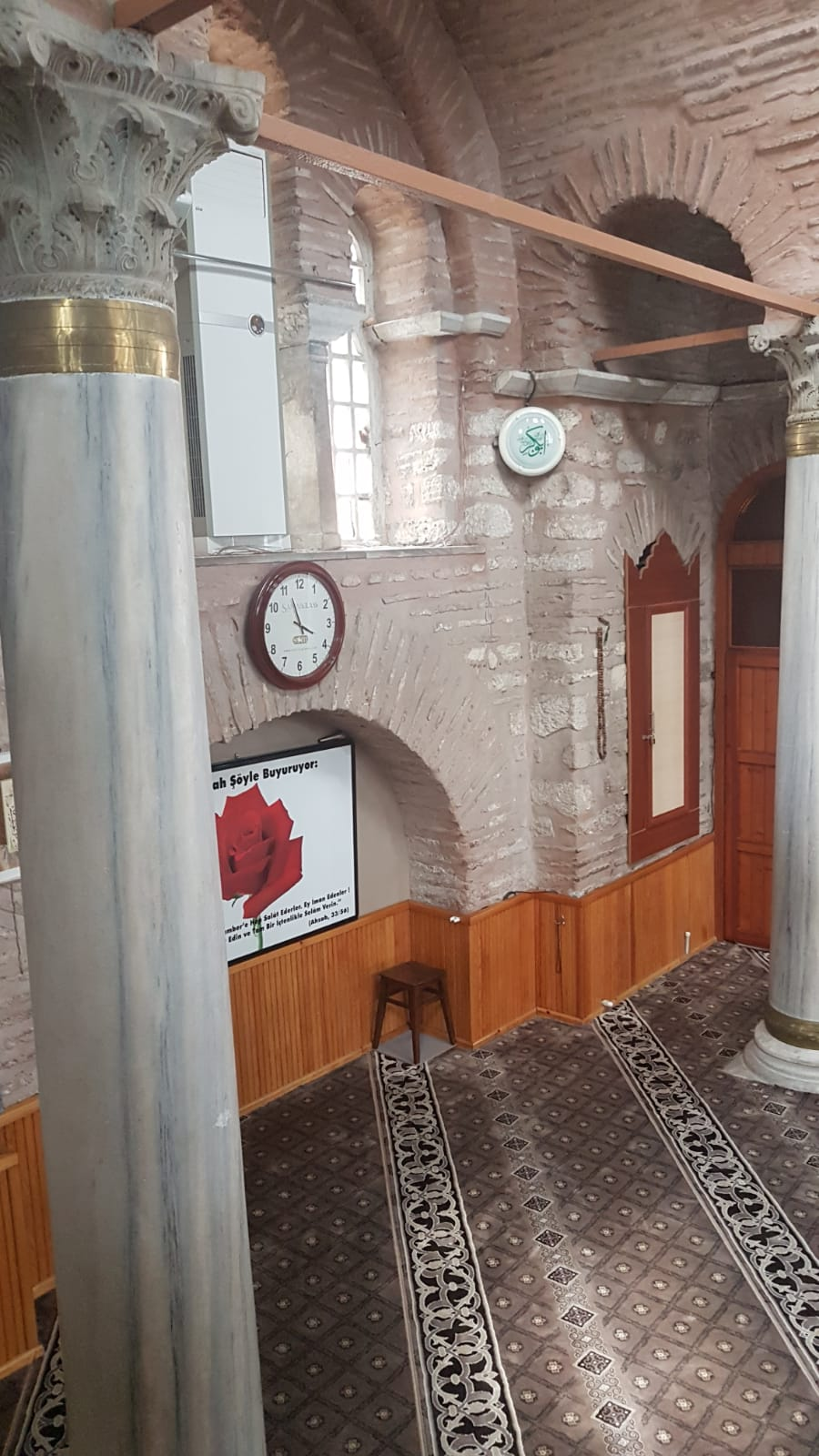
Intérieur de la mosquée 3/4
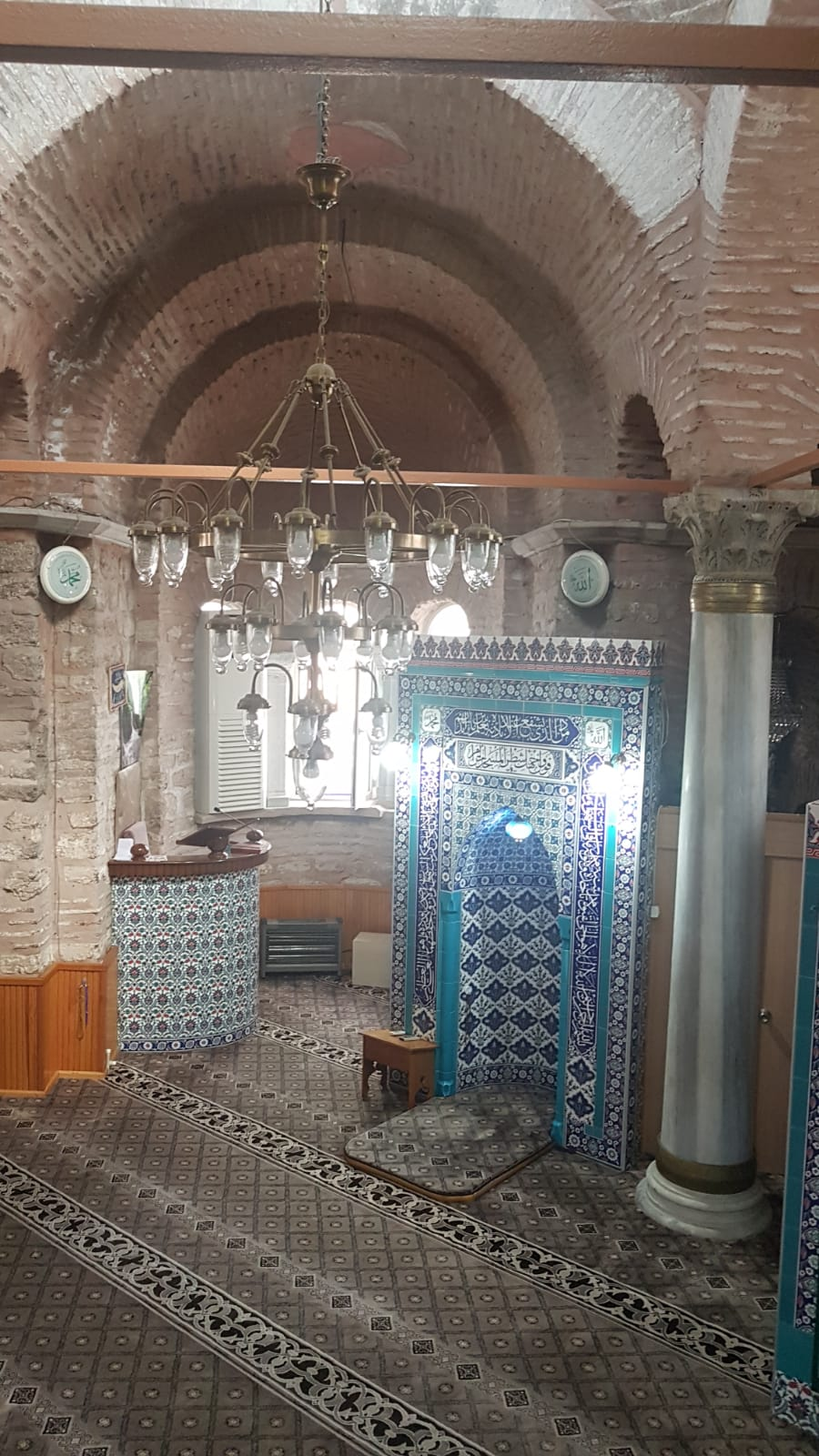
Intérieur de la mosquée 4/4

### Source première
- Georges Sphrantzès. Historia. (dans) Corpus scriptorum historiae byzantinae, Patrologia Graeca, 1838.

### Sources secondaires
- (en) Van Millingen, Alexander. Byzantine Churches of Constantinople. London, MacMillan & co, 1912. Reproduit par e-KITAP PROJESI & CHEAPEST BOOKS, 2015,  (ISBN 978-15-0771-8223).
- (en) Mamboury, Ernest. The Tourists’ Istanbul. Istanbul, Çituri Biraderler Basimevi, 1953.
- (fr) Janin, Raymond. La Géographie ecclésiastique de l’Empire byzantin. Première partie : Le Siège de Constantinople et le Patriarcat œcuménique. 3e vol : Les Églises et les Monastères. Paris, Institut français des Études byzantines, 1953.
- (en) Mansel, Philip. Constantinople, City of the World’s Desire, 1453-1924. London, Penguin Books, 1995 & 1997.  (ISBN 978-0-140-262469).
- (de) Müller-Wiener, Wolfgang (1977). Bildlexikon zur Topographie Istanbuls: Byzantion Konstantinupolis, Istanbul bis zum Beginn d. 17. Jh. Tübingen, Wasmuth, 1977.  (ISBN 978-3-8030-1022-3).
- (fr) de Vogüe, dom Melchior. Glossaire des termes techniques à l’usage des lecteurs de « la nuit des temps ». Zodiaque, 1965.
- (en) Young, George. Constantinople. New York, Barnes & Noble, 1992.  (ISBN 1-56619-084-3).